# Аристисабаль, Виктор
Ви́ктор У́го Аристиса́баль Поса́да (исп. Víctor Hugo Aristizábal Posada; 9 декабря 1971, Медельин) — колумбийский футболист, бывший нападающий ряда знаменитых клубов Колумбии («Атлетико Насьональ», «Депортиво Кали»), Бразилии («Сан-Паулу», «Сантос», «Крузейро» и другие), Испании («Валенсия») и национальной сборной Колумбии.

## Биография
Воспитанник клуба «Атлетико Насьональ», за основную команду которого он дебютировал в 1990 году, то есть спустя год после первой победы этого клуба в Кубке Либертадорес. С самого начала Аристисабаль зарекомендовал себя в качестве лидера атак команды. С 1990 по 1996 год в медельинском гранде он забил около сотни мячей в ворота соперников, лишь в 1994 году он ненадолго отдавался в аренду в испанский клуб «Валенсия».
В 1997—1999 годах успешно выступал за легендарные бразильские клубы «Сан-Паулу» и «Сантос», после чего ненадолго вернулся в Колумбию. В 2002—2004 годах вновь играл в Бразилии, а особенно удачным стал 2003 год, когда Аристисабаль стал органичной частью «Крузейро», выдавшего фантастический сезон — помимо первого титула чемпионов Бразилии «лисы» сделали первый в истории Бразилии дубль, завоевав Кубок страны, а в начале года была ещё победа в чемпионате штата Минас-Жерайс. Аристисабаль был одним из лидеров атак «Крузейро» в ходе достижения этого хет-трика. За 6 лет пребывания в пяти бразильских клубах Аристисабаль стал лучшим в истории иностранным бомбардиром чемпионата Бразилии.
Завершал клубную карьеру Виктор в родном «Атлетико Насьонале», от болельщиков которого он получил прозвище «Легенда».
В 1992 году молодой Аристисабаль принял участие в летних Олимпийских играх в Барселоне, в 1994 году он был включён в заявку основной сборной на чемпионат мира в США, однако на поле не появлялся. В 1998 году во Франции он уже был основным нападающим колумбийцев. Аристисабаль был участником четырёх Кубков Америки (1993, 1995, 1997, 2001), причём на турнире 2001 года, который Колумбия выиграла у себя дома не пропустив ни одного мяча в свои ворота, Аристисабаль стал лучшим бомбардиром. Последним турниром для Аристисабаля стал Кубок конфедераций 2003, где колумбийцы заняли третье место. В рамках отборочных игр к чемпионату мира 2006 Виктор объявил о завершении карьеры в сборной.
В ноябре 2007 года Виктор Аристисабаль объявил о завершении профессиональной карьеры из-за хронической травмы колена.
12 июля 2008 года на медельинском стадионе Атанасио Хирардот в присутствии более чем 45 тысяч зрителей состоялся прощальный матч Аристисабаля. В нём приняли участие звёзды мирового и колумбийского футбола: Карлос Вальдеррама, Энцо Франческоли, Алекс Агинага, Иван Уртадо, Рене Игита, Хуан Пабло Анхель, Фарид Мондрагон, Хорхе Бермудес, Леонель Альварес, Фредди Грисалес, Серхио Гальван Рей, Марио Йепес, Джон Хаиро Трельес, Маурисио Чичо Серна, Херардо Бедойя и другие. Диего Марадона прислал своё приветствие, где извинился за то, что не смог лично присутствовать на матче. Игра «Атлетико Насьональ» — сборная мира завершилась со счётом 2:2. Аристисабаль забил один из голов за «Атлетико», а на 27 минуте Рене Игита отбил мяч своим знаменитым «ударом скорпиона».

## Титулы и достижения
- Чемпион Колумбии (6): 1991, 1994, 1999, 2005-I, 2007-I, 2007-II
- Чемпион Бразилии (1): 2003
- Обладатель Кубка Бразилии (1): 2003
- Лига Минейро (1): 2003
- Лига Паранаэнсе (1): 2004
- Финалист Кубка Либертадорес (1): 1995
- Победитель Кубка Америки (1): 2001
- Бронзовый призёр Кубка конфедераций (1): 2003
- Лучший бомбардир Кубка Америки 2001
- Лучший бомбардир чемпионата Колумбии 2005-I